# Leverton Pierre
Leverton Pierre, né le 9 mars 1998 à Tabarre, est un footballeur international haïtien, qui joue au poste de milieu défensif au FC Vizela.

## Biographie

### En club
Leverton Pierre débute le football à SODIPAL, puis joue pour le FC Tabarre et le Club Sportif Saint-Louis. En 2016, Leverton Pierre signe un contrat stagiaire-professionnel d'une saison en faveur du SC Bastia.  Après le dépôt de bilan du club bastiais en 2017, sans avoir joué un match avec l'équipe première, il rejoint l'AC Ajaccio. Il fait ses débuts en professionnel le 12 novembre 2017 contre le Saint-Amand FC, en remplaçant Kévin Lejeune à la 64e minute de jeu. Il dispute son premier match en Ligue 2 contre Valenciennes le 16 février 2018, entrant en jeu à la place de Moussa Maazou à la 61e minute. En fin de saison, Pierre rentre en jeu lors du barrage retour de promotion-relégation en Ligue 1 perdu face à Toulouse. Il ne joue aucun match avec Ajaccio lors de la saison 2018-2019, et rejoint le FC Metz le 29 janvier 2019. Il ne joue aucun match avec le club messin, qui est sacré champion de Ligue 2 à l'issue de la saison.
Le 19 juillet 2019, il est prêté à l'USL Dunkerque. Il dispute son premier match avec les Maritimes le 2 août 2019 contre l'AS Lyon-Duchère. Leverton Pierre inscrit son premier but en professionnel le 4 octobre 2019 contre le Stade lavallois (défaite 1-2). Après l'arrêt de la saison régulière de National en raison de la pandémie de Covid-19, l'USL Dunkerque est promu en Ligue 2. Le 2 juillet 2020, Pierre rejoint définitivement le club dunkerquois. Il inscrit son premier but en Ligue 2 le 13 mars 2021 au cours d'une victoire 2-0 contre les Chamois niortais.
Le 13 juillet 2023, Leverton Pierre s'engage librement avec l'US Avranches pour 1 saison.
Il dispute son premier match avec l'US Avranches le 11 août 2023 contre les Chamois niortais (défaite 3-2), ce jour-là il inscrira aussi son premier but sous ses nouvelles couleurs.
Le 4 août 2024, Leverton Pierre s'engage librement avec La Berrichonne de Châteauroux.

### En sélection
Leverton Pierre fait partie de la sélection haïtienne des moins de 20 ans qui remporte le tournoi de qualification au championnat de la CONCACAF 2017. Durant cette campagne de qualification, il inscrit un but lors d'une victoire 8-0 contre Anguilla le 29 juin 2016.
En mai 2019, Pierre fait partie de la liste préliminaire de 40 joueurs sélectionnés pour participer à la Gold Cup 2019, mais ne fait pas partie de la liste finale de 23 joueurs.
Après avoir manqué deux rassemblements en raison des restrictions sanitaires et d'un test positif au Covid-19, il honore finalement sa première sélection avec l'équipe d'Haïti le 12 juin 2021 face au Canada dans le cadre des qualifications à la Coupe du monde 2022. Au cours de ce match perdu 1-0, il rentre en jeu à la mi-temps à la place de Kevin Lafrance. Lors du match retour, Pierre est titularisé pour la première fois en sélection.
Lors de l'été 2021, Pierre dispute la Gold Cup 2021, et dispute l'intégralité des minutes de la phase de poules, à l'issue desquelles Haïti est éliminé.

## Statistiques

### En club
| Saison                | Club                  | Championnat           | Championnat | Championnat | Coupe(s) nationale(s) | Coupe(s) nationale(s) | Total | Total |
| Saison                | Club                  | Division              | M.          | B.          | M.                    | B.                    | M.    | B.    |
| 2017-2018             | AC Ajaccio            | Ligue 2               | 1+1         | 0           | 2                     | 0                     | 4     | 0     |
| 2018-jan.2019         | AC Ajaccio            | Ligue 2               | -           | -           | -                     | -                     | 0     | 0     |
| Sous-total            | Sous-total            | Sous-total            | 2           | 0           | 2                     | 0                     | 4     | 0     |
| jan.2019-2019         | FC Metz               | Ligue 2               | -           | -           | -                     | -                     | 0     | 0     |
| Sous-total            | Sous-total            | Sous-total            | -           | -           | -                     | -                     | 0     | 0     |
| 2019-2020             | USL Dunkerque (prêt)  | National              | 23          | 1           | 2                     | 0                     | 25    | 1     |
| 2020-2021             | USL Dunkerque         | Ligue 2               | 29          | 1           | 1                     | 0                     | 30    | 1     |
| 2021-2022             | USL Dunkerque         | Ligue 2               | 28          | 1           | 1                     | 0                     | 29    | 1     |
| 2022-2023             | USL Dunkerque         | Ligue 2               | 28          | 0           | 3                     | 0                     | 31    | 0     |
| Sous-total            | Sous-total            | Sous-total            | 108         | 3           | 7                     | 0                     | 115   | 3     |
| Total sur la carrière | Total sur la carrière | Total sur la carrière | 110         | 0           | 9                     | 0                     | 119   | 0     |

### Listes des matches internationaux
| Matches internationaux de Leverton Pierre | Matches internationaux de Leverton Pierre | Matches internationaux de Leverton Pierre       | Matches internationaux de Leverton Pierre | Matches internationaux de Leverton Pierre | Matches internationaux de Leverton Pierre | Matches internationaux de Leverton Pierre                        |
|                                           | Date                                      | Lieu                                            | Adversaire                                | Résultats                                 |                                           |                                                                  |
| ----------------------------------------- | ----------------------------------------- | ----------------------------------------------- | ----------------------------------------- | ----------------------------------------- | ----------------------------------------- | ---------------------------------------------------------------- |
| 1.                                        | 12 juin 2021                              | Stade Sylvio-Cator, Port-au-Prince, Haïti       | Canada                                    | 0 - 1                                     | Qualifications à la Coupe du monde 2022   | Entre en jeu à la place d'Kevin Lafrance à la 46e minute de jeu. |
| 2.                                        | 15 juin 2021                              | SeatGeek Stadium, Bridgeview, États-Unis        | Canada                                    | 3 - 0                                     | Qualifications à la Coupe du monde 2022   | Titulaire.                                                       |
| 3.                                        | 2 juillet 2021                            | Drive Pink Stadium, Fort Lauderdale, États-Unis | Saint-Vincent-et-les-Grenadines           | 6 - 1                                     | Qualifications à la Gold Cup 2021         | Titulaire.                                                       |
| 4.                                        | 7 juillet 2021                            | Drive Pink Stadium, Fort Lauderdale, États-Unis | Bermudes                                  | 4 - 1                                     | Qualifications à la Gold Cup 2021         | Titulaire et remplacé par Kevin Lafrance à la 62e minute de jeu. |
| 5.                                        | 11 juillet 2021                           | Children's Mercy Park, Kansas City, États-Unis  | États-Unis                                | 1 - 0                                     | Gold Cup 2021                             | Titulaire.                                                       |
| 6.                                        | 15 juillet 2021                           | Children's Mercy Park, Kansas City, États-Unis  | Canada                                    | 1 - 4                                     | Gold Cup 2021                             | Titulaire.                                                       |
| 7.                                        | 18 juillet 2021                           | Toyota Stadium, Frisco, États-Unis              | Martinique                                | 1 - 2                                     | Gold Cup 2021                             | Titulaire.                                                       |
| (8.)*                                     | 27 mars 2022                              | Drive Pink Stadium, Fort Lauderdale, États-Unis | Guatemala                                 | 2 - 1                                     | Match amical                              | Titulaire.                                                       |

* Note: Match non comptabilisé comme un match amical officiel.